# Sulcosynotaxus cavatus
Sulcosynotaxus
Genre
Espèce
Sulcosynotaxus cavatus, unique représentant du genre Sulcosynotaxus, est une espèce fossile d'araignées aranéomorphes de la famille des Synotaxidae.

## Distribution
Cette espèce a été découverte dans de l'ambre à Bitterfeld en Saxe-Anhalt en Allemagne. Elle date du Paléogène.

## Description
Le mâle holotype mesure 3,7 mm.

## Systématique et taxinomie
Cette espèce a été décrite par Wunderlich en 2004.
Ce genre a été décrit par Wunderlich en 2004 dans les Synotaxidae.

## Publication originale
- Wunderlich, 2004 : « The fossil spiders (Araneae) of the family Synotaxidae in Baltic amber. » Beiträge zur Araneologie, vol. 3, p. 1189-1239.